# Вилхелм Арве
Вилхелм Арве (швед. Wilhelm Arwe; Елесруд 28. јануар 1898 — 8. април 1980, Стокхолм) био је шведски хокејаш на леду и један од пионира ове игре у Шведској.
У периоду између 1920. и 1924. играо је за шведске клубове Јота и Јургорден, а учествовао је и у оснивању хокејашке секције у спортском друштву Јургорден 1922. године. Са Јургорденом је 1926. освојио титулу првака Шведске.
За репрезентацију Шведске наступао је на Олимпијским играма 1920. и 1924. године, оба пута освојивши 4. место. На првом олимпијском турниру одиграо је укупно 3 меча и постигао два гола. За репрезентацију је одиграо укупно 16 утакмица и постигао 5 голова.